# Computadores del Mono Jojoy
Los Computadores del Mono Jojoy se refieren a los computadores incautados el 23 de septiembre de 2010 por la Fuerza Pública de Colombia durante la Operación Sodoma en la que murió alias 'Mono Jojoy' jefe de la guerrilla de las Fuerzas Armadas Revolucionarias de Colombia (FARC-EP).
En el campamento, las autoridades colombianas encontraron 15 computadores, 94 memorias USB y 14 discos duros externos, aunque según el vicealmirante Álvaro Echandía fueron 20 computadores, 78 memorias USB, 3 discos duros. El gobierno colombiano dijo tras un análisis de los equipos que había once veces más información secreta de la guerrilla que la encontrada en los Computadores de Raúl Reyes. La información fue analizada en el laboratorio de informática forense de la Dijín de las Policía Nacional de Colombia, donde un equipo de 40 expertos buscó descubrir las claves de los computadores y tener acceso a una información que es clave en el desarrollo de futuras operaciones contra las FARC-EP. Los expertos hicieron copias espejo de todos los archivos encontrados en los dispositivos, mientras la información real quedó congelada, como prueba judicial. También intentaron recuperar información que ha sido borrada de los computadores para encontrar archivos cifrados, así como seguir el rastro a correos electrónicos.

## Contenido de computadores

### Críticas a gobiernos de Cuba y Venezuela

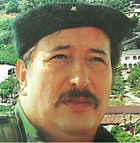
Alias "Mono Jojoy", jefe militar de las FARC-EP a quien le incautaron los computadores.

En uno de los correos hallados por las autoridades colombianas y leído públicamente por el presidente Juan Manuel Santos, el "Mono Jojoy" critica a los gobiernos de Cuba y Venezuela. Las críticas al parecer fueron en referencia a la petición que hicieron las FARC-EP para ser escuchadas en el foro regional de naciones, UNASUR y que fue ampliamente rechazada a petición del gobierno colombiano.

"Somos un ejército guerrillero móvil, irregular y ofensivo, autónomos, porque hemos trazado nuestra propia línea para autogobernarnos y tomarnos el poder, reivindica el jefe rebelde, para quien "eso ha molestado a cubanos, a Chávez y compañía (...) Por eso son irrespetuosos y en momentos se unen en la lucha ideológica del enemigo para combatirnos (...) lo más importante es no confiar en los vecinos que manejan Estado y, con base a eso, actúan. Guiarnos siempre con las políticas que hemos trazado para tratar con amigos y enemigos a nivel nacional e internacional (...) Como somos revolucionarios, en cualquier parte del mundo donde estemos a los imperialistas les importa un comino actuar contra nosotros".
Correo electrónico del Mono Jojoy

### Atentado a sede de Caracol Radio
"Felicitaciones a los que le movieron el piso a JMS (Juan Manuel Santos) con la pequeña bomba a la sede de Caracol. Esas son las estratégicas".
Correo electrónico del Mono Jojoy

El presidente Santos dijo que "con ello, se confirma la responsabilidad de las FARC en el atentado, que no dejó víctimas mortales, pero sí cuantiosos daños en oficinas, comercios y apartamentos (...) La investigación ya apuntaba a las FARC, (...) el carro-bomba sí era para seguir la tradición de despedir a un Gobierno y recibir al otro con actos de terrorismo".

### Atentado contra Álvaro Uribe
El 6 de octubre de 2010, el ministro de defensa colombiano Rodrigo Rivera Salazar dijo que "la primera información que se desprende de estos computadores se advierte una clara intención de impulsar planes criminales para atentar contra la vida del expresidente Álvaro Uribe (...) El expresidente Uribe ha sido ya informado sobre la existencia de esos planes por parte del señor presidente Juan Manuel Santos, él está al tanto de estos planes criminales en contra de su integridad, en contra de su vida". Rivera anunció que el Gobierno colombiano tenía la determinación de brindar las medidas de seguridad y protección al expresidente Uribe.

### Nexos de FARC con Bandas Criminales (BACRIM)
El 9 de octubre de 2010, el presidente colombiano Juan Manuel Santos reveló que en los computadores del Mono Jojoy se habían encontrado documentación que revela las alianzas entre las FARC-EP y las Bandas Criminales, (BACRIM) ligadas al narcotráfico en Colombia. Específicamente se refirió a conversaciones entre el Mono Jojoy y otros miembros del secretariado de las FARC-EP planeando alianzas estratégicas para traficar con drogas y combatir al estado colombiano con Daniel Barrera Barrera, alias "Loco Barrera", y Luis Enrique Calle Serna alias "Comba" o "Combatiente", jefe de la banda criminal "Los Rastrojos".
Según mencionó el presidente Santos, "alias Comba" les plantea a nombre de él y del 'Loco' que le transmitan a las FARC-EP que quieren dialogar, pues están interesados en acuerdos políticos para combatir específicamente las bases gringas y llegar a compromisos de respeto y acción conjunta". Santos leyó otro correo electrónico en el que el Mono Jojoy, en mensaje enviado al secretariado, dice que 'Loco Barrera' les "ha enviado 24 fusiles M-16" y "munición de varios calibres".
Algunos de los de los correos fueron leídos por el presidente Santos.

8 de julio de 2008.

"Camarada Romaña. Revolucionario saludo en unión de todos quienes lo acompañan en la brega por lograr los proyectos trazados.

Sobre una cita que le hicimos al loco Barrera y mandó un sobrino de emisario. En la reunión le preguntamos cuál era la posición frente al movimiento y los acuerdos que habían, el préstamo de unos dólares a la organización, la ajusticiada de políticos y oficiales y material de guerra. Lo que el sobrino nos respondió es que los acuerdos siguen en pie tal como lo habían cuadrado con el camarada Jorge, pero que hace ya un par de meses habían perdido contacto con John 43 y no se pudo seguir adelante con algunos compromisos. De lo que le planteamos argumentaron después en una nota que algunas cosas las podían cumplir pero no en su totalidad como la suma de dinero que le hicimos de 10 millones de dólares. Que nos iban a colaborar al máximo en información de todo tipo y lo otro que estaba duro era la ajusticiada de políticos, ministros y demás zánganos".

12 de agosto de 2009

"Camaradas del secretariado: nuestro saludo
1. . Conviene que revisemos la numeración de los mensajes intercambiados en el secretariado para confirmar su recepción total
2. . El señor comba, narcotraficante jefe de los rastrojos, a través de un frente en Occidente, ha hecho llegar esta propuesta: Parar la guerra y establecer un acuerdo para pagar el impuesto que le corresponde. Nos entregaría un guerrillero que tiene detenido en el cauca. Informa que va a desarrollar guerra contra el gobierno. Parece oportuno poder precisar los términos del pago de impuestos y analizar cómo sería concretamente el tema de no echarnos tiros.

Es todo, Pablo, Alfonso".

12 de octubre de 2009

....Traficante Barrera el "Loco" nos informa y pregunta a través de correo por medio de Gentil comandante del 7 Frente Nos ha mandado 24 fusiles M16 y 200 mil tiros de varios calibres.
Fue el que llevó unas armas de Panamá al occidental hace unos años.

Con aprecio Jorge...".

20 de mayo de 2010

"...Se reunieron con Comba, jefe militar del cartel del Loco Barrera, supuestamente para cuadrar negocio de X.

El les plantea nombre de él y del Loco que le tramiten a las FARC que quieren dialogar, pues están interesados en acuerdos políticos para combatir las bases gringas y llegar compromisos de respeto y acción conjunta. Que ojala sea con Alfonso Cano u otro miembro del Secretariado, para tal fin va solo y donde le digan...".

### Policías y militares secuestrados
En correos del 'Mono Jojoy' hay indicios sobre una presunta fuga de dos miembros de la fuerza pública secuestrados por las FARC-EP para presionar un 'Canje humanitariode policías y militares por miembros de las FARC-EP o presionar por concesiones. En los correos 'Mono Jojoy' reportó al secretariado que el cabo primero José Libardo Forero Carrera y el subintendente Jorge Trujillo Sola habían escapado. Los dos policías fueron secuestrados el 11 de julio de 1999 en Puerto Rico (Meta). La última prueba de supervivencia fue un video enviado por las FARC-EP el 7 de septiembre de 2009. Ambos serían parte del grupo de secuestrados retenidos por alias 'Albeiro Córdoba' en el departamento del Guaviare. Los familiares pidieron a las FARC-EP pronunciarse e informar donde están.

"Informa Albeiro Córdova, comandante del Frente 44 que hace 13 días los nuestros dejaron escapar dos policías (...) no los han podido encontrar, los siguen buscando (...) Creemos que ya salieron y lo que están planeando es darnos un golpe, por eso la noticia no ha salido (...). Son dos los escapados y no tres, como informé antes; se han tomado las medidas necesarias".

El 11 de octubre de 2010, organismos de inteligencia colombianos confirmaron que los policías Trujillo y Forero habían escapado del secuestro de las FARC-EP el 15 de septiembre de 2009 y estuvieron un mes deambulando en la selva pero fueron recapturados por las FARC-EP el 16 de octubre. Días después el Mono Jojoy afirmó en otro correo del 19 de octubre de 2009:

"por radio HF ayer informa Albeiro Córdoba comandante del frente 44 que los policías se escaparon el 15 de septiembre y el 16 de octubre los volvieron a capturar guerrilleros del frente 39".

### Masacre de indígenas Awá
El Presidente colombiano Juan Manuel Santos informó a la opinión pública el 30 de octubre de 2010, que las autoridades habían encontrado correos electrónicos del abatido jefe guerrillero 'Mono Jojoy' que demostraban la autoría de las FARC-EP en las masacres de indígenas Awá en 2009.
El presidente Santos leyó apartes del correo electrónico entre los jefes de las FARC-EP, alias 'Pablo Catatumbo' y alias 'Alfonso Cano'. En la conversación Catatumbo y Cano culpan a los indígenas de ser colaboradores del Ejército Nacional de Colombia.

"La columna Mariscal Sucre, ajustició a ocho bandidos indígenas, repudiados por la comunidad, sapos confesos, capturados cuando exploraban para el Ejército".
Correo de los Computadores del Mono Jojoy

### Piedad Córdoba
Según las autoridades colombianas, en los computadores del ‘Mono Jojoy’ se hallaron documentos y correos electrónicos que evidenciarían los vínculos de la exsenadora con las FARC-EP. En el informe de la DIJIN, se evidenciaron interceptaciones telefónicas legales de conversaciones entre la entonces senadora liberal Piedad Córdoba y miembros de las FARC-EP, en particular con alias “Manolo” del Frente 30 de las FARC-EP. En los computadores de Raúl Reyes la exsenadora Córdoba también apareció mencionada en correos electrónicos. Tras encontrar suficiente material probatorio, la Procuraduría General de la Nación destituyó e inhabilitó a la senadora Córdoba para ejercer cargos públicos.
En los correos electrónicos encontrados, los miembros de las FARC-EP le asignaron el apodo de "Gaitán" a la entonces senadora Córdoba. También hablan de financiación para las labores de Córdoba, coordinación de estrategias políticas y de las alertas Córdoba a las FARC-EP sobre operaciones militares contra la organización.

### Correos sobre ANNCOL
En abril de 2011, el gobierno del presidente Santos pidió a su homólogo Hugo Chávez de Venezuela la captura y extradición del encargado de la página de internet Anncol que difundía comunicados de las FARC-EP, Joaquín Pérez Becerra. El gobierno del presidente Santos dio a conocer correos electrónico de los computadores del Mono Jojoy en los que se menciona a Pérez Becerra y el sitio web Anncol:

Ene 20/10

Camaradas secretariado.
Con relación al hallazgo comentado, y precisando propuesta anterior, Santrich, Ricardo e Iván sugerimos:

1-     Como recurso publicitario y generador de expectativa, difundir por Anncol a nombre del Bloque Martin Caballero un breve comunicado anunciando el hecho. El objetivo es desatar la “latición” de los perros.
2-     Una semana o 15 días después, cuando todavía ladren algunos, lanzar el video mostrando la espada según lo planteado en el correo anterior.
3-     Más adelante podríamos respaldar el anuncio con fotografías y el breve video del momento del hallazgo y rescate.
4-     Si el Secretariado acepta la propuesta, empezaríamos publicando entonces el comunicado: “informamos a los pueblos de Nuestra América y del mundo que un comando de fuerzas especiales del Bloque Martín Caballero de las FARC-EP  recuperó la espada de combate del Libertador Simón Bolívares un lugar próximo a la ciudad de Santa Marta.
Bolívar vive, la lucha sigue.

Montañas de Colombia, enero de 2010, año del bicentenario del grito de independencia. Hasta aquí el tema específico.
Correo de 'Iván Márquez' al secretariado

Dic4/09

Camaradas Secretariado
Cordial Saludo
1-     Sugiero respondamos con relación a la liberación unilateral que estamos listos a proceder antes de Navidad, que tenemos listas las coordenadas, pero que seguimos esperando el compromiso público del gobierno en torno a los protocolos y garantías.

2-     El saludo del camarada Alfonso al Congreso constitutivo del Movimiento Continental Bolivariano ya están en manos de Alberto Anncol y se colgará en la página el domingo en la noche. Un abrazo. Iván.
Correo de 'Iván Márquez' al secretariado

Mayo 16/08

Camaradas del secretariado:
Mi saludo fraternal.
A partir de la presencia de Uribe en planadas se incrementaron los operativos por los dos costados de la cordillera central. En la parte alta de Belalcazar se combate sin interrupción desde hace una semana. Se han recuperado 4 fusiles y no tenemos novedad. A Planadas, Herrera, Rio Blanco, Chaparral, Florida, Pradera, Miranda, Corinto, Jambaló y Toribío no les cabe un chulo más.
2. A partir de la semana entrante con la difusión del comunicado de aniversario, seremos objeto de la más intensa campaña propagandistica que deberemos enfrentar con calma, combatividad, altura y, si las circunstancias lo posibilitan, con declaraciones precisas y certeras de nuestra confianza en la victoria.
Sería importante poder contar con ANNCOL y ABP y tener contacto directo con algunos medios de comunicación de mundo que nos buscaran seguramente por vía de los camaradas Timo e Iván, para que ellos puedar dar la batalla con entrevistas y comunicados.
Debemos insistir en nuestra posición frente al tema del computador de Raúl. No podemos ceder un centímetro. Lo cierto es que el enemigo quedó con abundante y precisa información que va a utilizar sobre todo para golpear nuestros contactos y amigos. La cantidad de archivos que poseen es considerable si nos atendemos a lo que informaron ayer. Pero esa pelea tenemos que darla a fondo.
Es todo, un abrazo,

Alfonso
Correo de 'Alfonso Cano' al secretariado

Abril 7 / 08/

Camaradas Alfonso y Timo
Cordial saludo.
1-     Como ha sido imposible hablar con Jorge para lo del comunicado, procedo ante la urgencia de que salga a la luz pública a enviarlo a ANNCOL y a otras agencias. El final del párrafo segundo quedó así: “ no estamos reclamando a nadie el estatus de refugiado, utilizado como nombre camuflado del destierro y de la institucionalización del delito de opinión”
2-     Dos días después que salga el comunicado se colocará un cuestionario que respondo a ANNCOL Y a BP

Un abrazo, Iván.
Correo de 'Iván Márquez' a 'Cano' y 'Timochenco'

09/ 02 / 2005

Camarada Raúl, mi saludo extensivo a todos los que le acompañan. Camarada la relación de Julián con Ann Marie, así se llama la señora, me dio la impresión que ella le simpatiza porque según me comentó ella misma la semana pasada ella se encontró hace poco con él en Canadá y larguitos tres años atrás el vino invitado por ella a Estocolmo, esa vez conversé con él y ella lo acompañaba siempre, desde luego voy a seguir la orientación de hacer el enlace con Liliana.
Alberto López escribe regularmente en la agencia, se le propuso que lo siguiera haciendo con una frecuencia fija, el jueves, él tiene un pluma muy fuerte con Uribe y da resultados con sus escritos, con Alberto la comunicación es fluida claro el no sabe que soy Alberto sino me conoce por Roberto Gutiérrez de la agencia ANNCOL.
Camarada, necesitamos renovar nuestras fotos y aprovechando que está Gildardo por su lado, me parece que unas entrevistas en video para la Agencia ahora que en su nuevo diseño tenemos la técnica para ese sistema, también habladas para ANNCOL Radio, y, entrevistas para la emisora Café Stereo, saludos, o sea una variedad de noticias que podemos sacar cada semana y poner nuestros propios medios a la altura.
Ayer hablé con Barranca el compañero con el que se coordinó la visita de Robert a Alemania. él está en una situación muy crítica, desde hace tiempo no tiene papeles y le han dicho que lo botan de allá el 28 de este mes. Rodrigo (Barranca) es un muchacho muy nuestro, camellador. ahora me dice que un senador del PDS puede ayudar para que al menos le alarguen la figura de Solicitante de Asilo que tiene ahora. espero su orientación?
Para todos, mi abrazo fraterno,

Alberto
Correo de 'Alberto' a 'Raúl Reyes'

## Investigación a ETA
El 6 de octubre de 2010, el juez de la Audiencia Nacional de España, Eloy Velasco ordenó que agentes de la Policía española interrogaran en Colombia a nueve exmiembros de la guerrilla de las FARC-EP para que identifiquen a miembros de la organización terrorista vasca Euskadi Ta Askatasuna (ETA). El juez Velasco también pidió a las autoridades colombianas que le suministren información contenida en los computadores de Mono Jojoy para comprobar si han aportado nuevos indicios sobre los posibles vínculos entre ETA, las FARC-EP y funcionarios del gobierno venezolano, como la ya ha iniciada investigación a raíz de la información encontrada en los computadores de Raúl Reyes.